# Calometopus hirsutus
Calometopus hirsutus är en skalbaggsart som beskrevs av Louis Burgeon 1934. Calometopus hirsutus ingår i släktet Calometopus och familjen Cetoniidae. Inga underarter finns listade.